# Messehaus Union

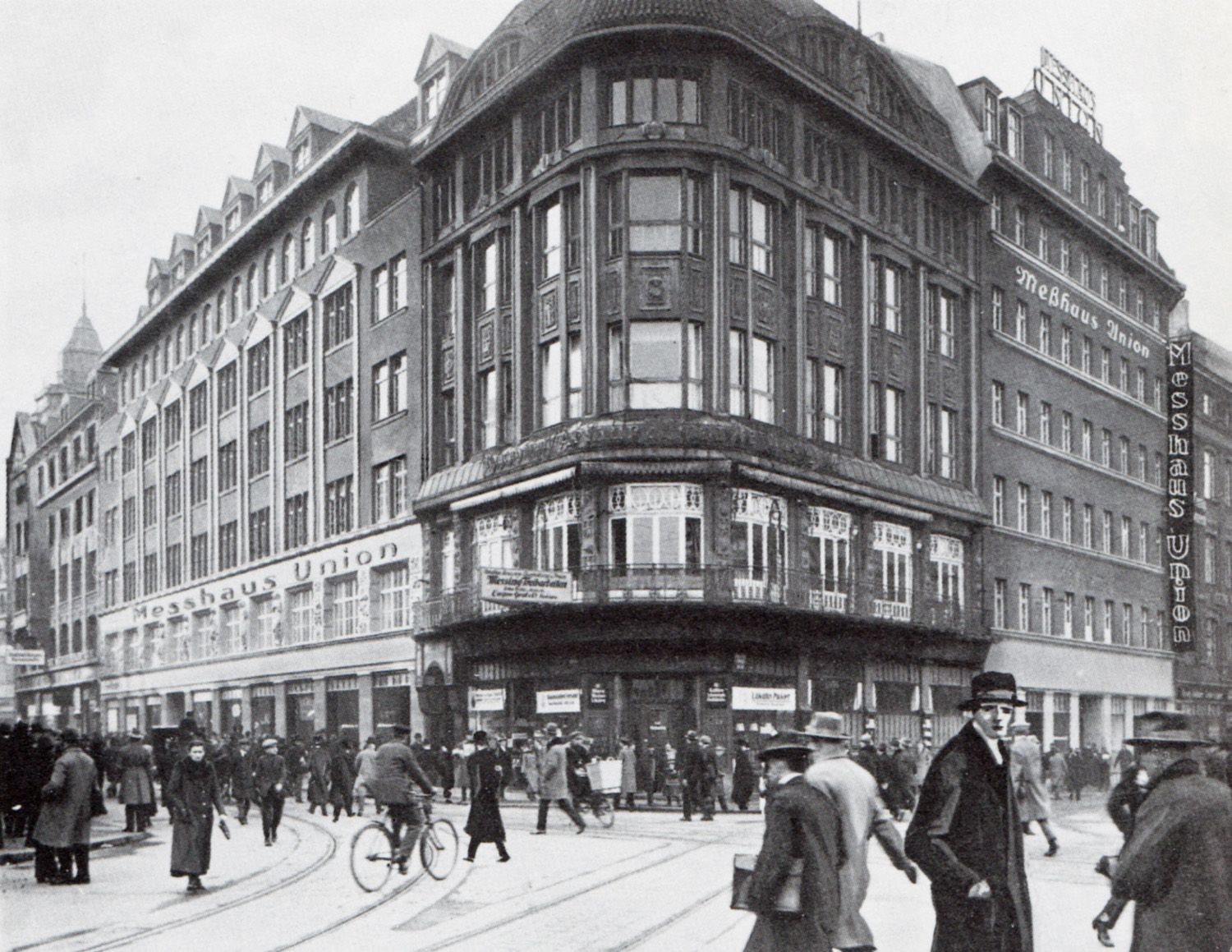
Messehaus Union (1924)

Das Messehaus Union war ein Ausstellungsgebäude der Leipziger Messe, das die Westseite der Straße Am Hallischen Tor einnahm und sich um die Ecke in der Richard-Wagner-Straße fortsetzte.

## Geschichte

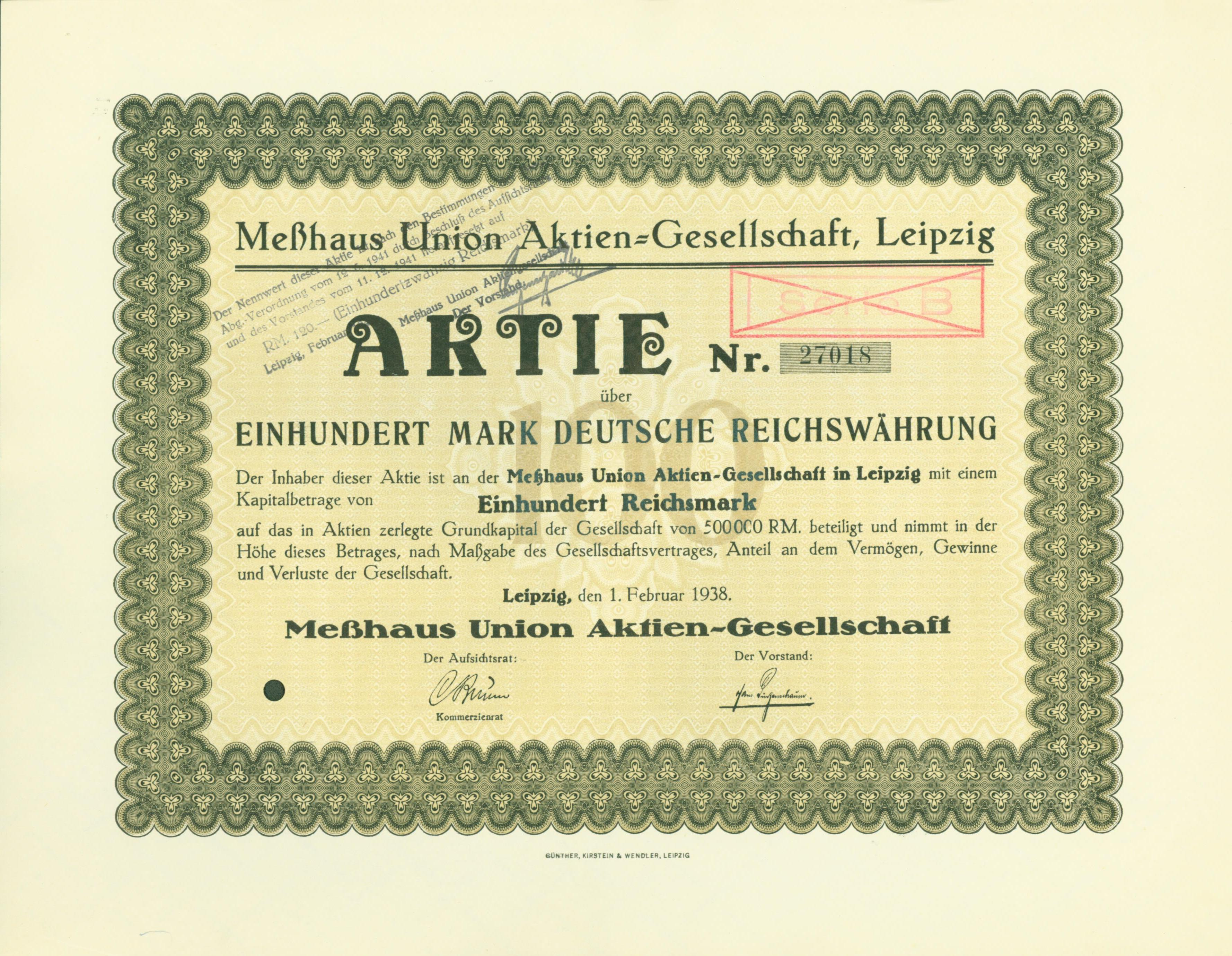
Aktie über 100 RM der Meßhaus Union AG vom 1. Februar 1938

Das Messehaus Union wurde in den Jahren 1923 und 1924 errichtet. Die Pläne stammten vom Leipziger Architektenbüro Kleitz & Zimmer. Bauherr war die 1921 gegründete Aktiengesellschaft Meßhaus Union AG. Die Gebäude, die für das Messehaus Union abgerissen wurden, waren am Hallischen Tor das Börsen Café (Nr. 1), das Hotel Goldenes Sieb (Nr. 3, Ersterwähnung 1599) und der Gasthof Halber Mond (Nr. 5, eventuell nach dem Halleschen Stadtwappen benannt).

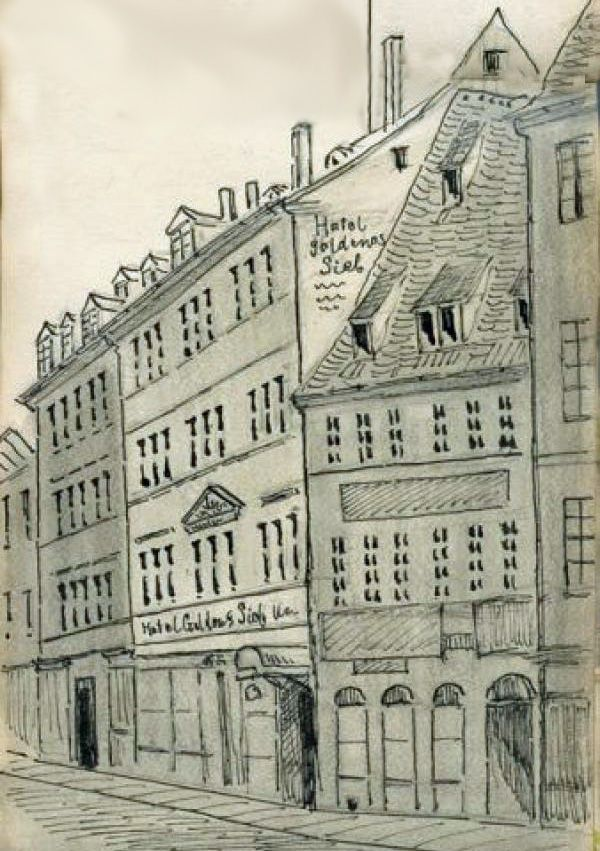
Die Vorgängerbauten

Erste Aussteller waren die Spielwaren-, Christbaumschmuck- und Scherzartikel-Industrie, außerdem die Branchen Metallwaren, Haus- und Küchengeräte, Kinderwagen, Korbwaren und künstliche Blumen.
Beim Luftangriff auf Leipzig am 4. Dezember 1943 wurde das Haus schwer beschädigt, der Teil an der Richard-Wagner-Straße total zerstört. Bereits zur Frühjahrsmesse 1948 konnte der Teil am Hallischen Tor wieder genutzt werden. Von nun an wurden hier Möbel und Leuchten ausgestellt.
1968 zog die Möbelmesse in die Halle 15 auf dem Gelände der Technischen Messe, denn das Messehaus Union wurde abgerissen, um drei zehngeschossige Wohnblöcke zwischen Brühl und Richard-Wagner-Straße zu errichten. Diese mussten ab 2007 den Höfen am Brühl weichen.

## Architektur
Das Messehaus Union war ein Stahlbetonbau, der in seinen Seitenflügeln sechsgeschossig war. Das abgerundete Verbindungsteil war wegen größerer Geschosshöhen nur fünfgeschossig. Es war im Gegensatz zu den verputzten Seitenflügeln mit Naturstein verkleidet. Ornamentaler Bauschmuck und zwischen Streben leicht nach außen gewölbte Fenstergruppen erzeugten eine bewegte Fassade. Der Flügel nach dem Hallischen Tor trug im ersten Obergeschoss allegorische Figuren und darüber acht Blendgiebel. Am schmucklosen Flügel zur Richard-Wagner-Straße sorgten durchgehende Fenstersimse für eine horizontale Struktur.